# Джеміль Керменчиклі
Джеміль Керменчиклі (крим. Cemil Kermençikli, 1881, Керменчик (Високе) — 24 січня 1942, Архангельськ) — кримськотатарський письменник.

## Життєпис
Його батько, Сейтабла Ібрагім, і його мати, Авасерфе Ханим, були освіченими та обізнаними людьми. Джеміль здобув початкову освіту в сільській школі, відкритій його батьками, і продовжив навчання у приватній школі імені Абдуаліма та в медресе «Зинджирлі» у Бахчисараї, потім у Стамбулі (1908–09), та Оренбурзі (1909–10).
У 1913 повернувся до Криму, зайнявся просвітницькими справами. Працював учителем у різних місцях і школах Криму до свого арешту у 1937 році. Співпрацював 1916–17 у газетах «Terciman» («Перекладач») та «Миллет» («Нація»). Брав активну участь у боротьбі Курултаю за національну незалежність кримськотатарського народу.
Із запланованих 3-х ч. видав 1-у ч. поет. серії «Кучюк достларыма» («Моїм маленьким друзям», 1917); готував до друку кн. «Миллий хикяелер» («Національні оповіді»). Твори Джеміля Керменчиклі мають патріотичну і філософську спрямованість. Він критикував клерикально-патріархальну форму правління в Криму, звертав увагу на соціальне становище жінки, міжкласове протистояння, навч.-вихов. процес, наголошував на значенні нац. мови.
Написав твори «Atım», «Eski mektepler», «Uçurumın başındayız», «Soñ söz», «Tatarım», «Sevin, ey, şanlı millet!», «Şairin göñlü».
27 травня 1937 заарештований, за звинуваченням у націоналізмі засуджений до 8-ми р. виправно-труд. таборів, висланий до Сибіру, де й помер.
Реабілітований у 1959 році.
Добірку віршів К. опубл. в колектив. зб. «Саадет ичюн» («Заради щастя», Ташкент, 1976); упорядковано зб. його поет. і публіцист. творів «Ма-бих-иль-ифтихарым — къырымлыкътыр меним гъурурым» («Кримство — гордість моя», Сф., 2005).